# Komsomol'skij (Oblast' di Arcangelo)
Komsomol'skij (in lingua russa Комсомольский) è una città situata in Russia, nell'Oblast' di Arcangelo, nel Vel'skij rajon.